# Benthophilus leptocephalus
A Benthophilus leptocephalus a sugarasúszójú halak (Actinopterygii) osztályának sügéralakúak (Perciformes) rendjébe, ezen belül a gébfélék (Gobiidae) családjába és a Benthophilinae alcsaládjába tartozó faj.

## Előfordulása
A Benthophilus leptocephalus Ázsia egyik gébféléje. A Kaszpi-tenger középső és déli részeinek endemikus hala, vagyis, csak azon a helyen található meg.

## Megjelenése
Ez a hal legfeljebb 5,4 centiméter hosszú.

## Életmódja
Mérsékelt övi, édesvízi fenéklakó gébféle.